# الحذاة (جحانة)

تعديل مصدري - تعديل

الحذاة هي إحدى قرى عزلة قروى بمديرية جحانة التابعة لمحافظة صنعاء، بلغ تعداد سكانها 259 نسمة حسب تعداد اليمن لعام 2004.